# Kurt Römhild

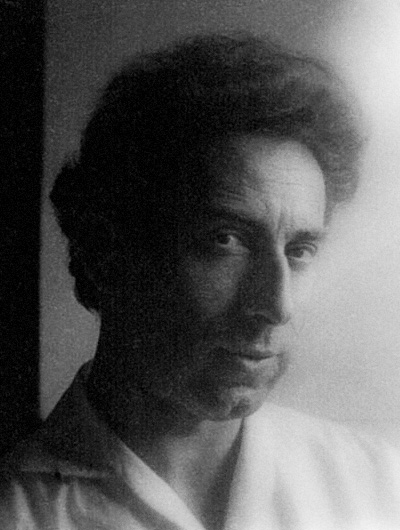
Kurt Römhild, 1963

Kurt Philipp Römhild (* 27. Juli 1925 in  Heinrichs; † 13. Juli 1996 in Leipzig) war ein deutscher Grafiker und Illustrator.

## Leben und Wirken
Kurt Römhild wurde 1925 in  Heinrichs als Sohn eines Schlossers geboren. Von 1932 bis 1940 besuchte er die Volksschule. Anschließend absolvierte er bei den Gustloff-Werken in Suhl eine Lehre als Technischer Zeichner. 1943 wurde er zum Rekrutendienst eingezogen und zum Bordfunker ausgebildet. Bei Einsätzen an der Westfront geriet er Ende 1944 in amerikanische Kriegsgefangenschaft. Im Mai 1946 gelang ihm die Flucht aus einem belgischen Arbeitslager nach Thüringen. Über das Erlebte führte er Tagebuch, fertigte Zeichnungen und verfasste Gedichte.
Ab Juni 1946 arbeitete Römhild wieder in seinem ehemaligen Ausbildungsbetrieb als Technischer Zeichner, Konstrukteur und in der Werbeabteilung. Parallel dazu belegte er an der Volkshochschule Kurse im figürlichen Zeichnen. 1949 wurde er Mitglied der SED. Von 1953 bis 1954 studierte er an der Hochschule für Grafik und Buchkunst Leipzig freie Grafik und Illustration. Zu seinen Lehrern zählten Bernhard Heisig und Emil Koch. Das Studium brach er nach nur drei Semestern aus politischen Gründen ab. Anschließend arbeitete er bis 1956 als Gebrauchs- und Werbegrafiker bei der DEWAG in Suhl und in Leipzig.
1956 wurde Römhild Mitglied im Verband Bildender Künstler Deutschlands (VBKD) und arbeitete fortan als freischaffender Grafiker in Suhl, ab 1958 in Weimar und ab 1966 in Leipzig. In Weimar war er eng befreundet mit Arno Fehringer, der mit ihm druckte und ihn unterstützte. Studienaufenthalte führten ihn 1957 nach Paris sowie 1961 nach Prag und Budapest. Eindrücke, die er im Zeitgeist des Bitterfelder Weges durch Aufenthalte in Betrieben (Maxhütte Unterwellenborn, Glashütte Lauscha, Schiffswerft), auf Großbaustellen (Überseehafen Rostock, Kombinat Schwarze Pumpe) und in der Landwirtschaft (LPG) sammelte, verarbeitete er in unterschiedlichen Techniken (Federzeichnung, Gouache, Radierung, Siebdruck, Linolschnitt, Mischtechnik) zu Grafiken, Grafikzyklen und Buchillustrationen. Zwei Entwürfe großformatiger Wandgestaltungen für öffentliche Gebäude in Suhl und Heiligenstadt wurden als zu abstrakt abgelehnt (Formalismusstreit). Mangelnde Unterstützung durch den Verband und Desillusion führten dazu, dass er sich aus dem öffentlichen Kunstbetrieb zurückzog.
1962 heiratete Römhild die Kindergärtnerin und spätere Künstlerin Helga Schmidt (1938–2009). 1963 wurde die gemeinsame Tochter Carmen geboren. In Leipzig, wo er mit seiner Frau eine Atelierwerkstatt führte, schuf er nun dekorative Grafiken und Städteansichten, die in kleineren Auflagen über den Leipziger Kommissions- und Großbuchhandel (LKG) vertrieben wurden. 1990 trat er dem Bund Bildender Künstler Leipzig e. V. bei. Trotz gesundheitlicher Einschränkungen infolge eines 1981 erlittenen Schlaganfalls experimentierte und druckte (z. B. Cliché verre) er in der neuen Wohnung in Leipzig-Grünau bis zu seinem Tod 1996 und perfektionierte dabei in wiederkehrenden Themen seine künstlerische Handschrift.

## Werke

### Grafisches Werk
- 1957: Zyklus Opium der Zeit (Gouache)[5]; kritische Auseinandersetzung mit Imperialismus und politischer Despotie.
- 1958: Zyklus Rostocker Hafen (Siebdrucke)[6], Volkswerft (Siebdruck)[7][8].
- 1959: Zyklus Schwarz auf Weiß (Linolschnitte)[9]; zur Entwicklung Deutschlands in den letzten Jahrzehnten bis zur Gegenwart.
- 1963: Zyklus Impressionen aus der Maxhütte (Radierungen).[10][3]
- Zwei Serien Paris im Jahr 1957 (Siebdrucke).
- Städteserien (Siebdrucke) u. a. von Berlin, Potsdam, Leipzig, Erfurt, Dresden, Magdeburg, Schwerin und Halle.
- Zeichnungen und Drucke (Federzeichnung, Aquarell, Kreide, Mischtechnik, Handsiebdruck, Cliché verre) vornehmlich zu den Themen Porträt, Der Künstler im Atelier, Don Quijote, Reiterin, Schiffe und Hafen.

### Buchillustrationen
- Karl-Heinz Küster: Spione am Laufsteg. Greifenverlag, Rudolstadt 1959.[11]
- Werner Barth: Gedichte eines Maxhüttenkumpels. Greifenverlag, Rudolstadt 1960.
- Annelies Paul: Neuer Frühling. Volksverlag, Weimar 1960.
- Heinrich Ernst Siegrist: Stürmische Jahre. Volksverlag, Weimar 1960.
- Joachim Knappe: Bittere Wurzeln. Volksverlag, Weimar 1961.
- Günter Radtke: Froschmann in der Oder. Greifenverlag, Rudolstadt 1962.

## Ausstellungen
Einzelausstellungen:
- 1957: Schlossmuseum, Meiningen
- 1958: Freies Wort, Suhl[12]
- 1958: Kulturwoche, Hildburghausen
- 1962: Glockenmuseum, Apolda[13]
- 1963: Verkaufsgenossenschaft Bildender Künstler Lucas Cranach, Weimar
- 2018: Kurt Römhild. Zeichnungen., Galerie Koenitz, Leipzig

Ausstellungsbeteiligungen:
- 1956–1958: Bezirkskunstausstellung des Bezirkes Suhl
- 1958: Jahresausstellung 1958. Plastik und Graphik, Deutsche Akademie der Künste (DAK), Berlin
- 1958: IV. Deutsche Kunstausstellung, Dresden[7][8]
- 1959–1965: Bezirkskunstausstellung des Bezirkes Erfurt
- 1959: Mit unserem Leben verbunden, Ausstellung der Deutschen Akademie der Künste, Berlin
- 1959: Die Ostsee in der grafischen Kunst, Sopot
- 1959: Ausstellung anlässlich der Arbeiterfestspiele, Halle
- 1960: Ausstellungen der DAK im Ausland (Amsterdam, Brüssel)
- 1960: Junge Künstler Thüringens, Stadtmuseum Jena
- 1961: Kunstausstellung, Universa-Haus Nürnberg
- 1962: Kunstausstellung, iga Erfurt
- 1962: Die Welt der Gegenwart, Kunsthalle Wuppertal-Barmen
- 1976: Ausstellung zu Ehren des IX. Parteitages der SED, Leipzig
- 2018: Sommerloch. Melancholie in Leipzig., Galerie Koenitz, Leipzig